# Little Gidding
Little Gidding est une paroisse civile et un village du Cambridgeshire, en Angleterre.